# Caimanera
Caimanera é um municipio da província cubana de Guantánamo,faz fronteira com a base norte-americana de Guantanamo.